# Daniel Graewe

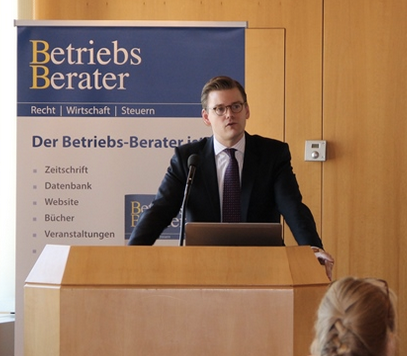
Daniel Graewe (2015)

Daniel Patrick Graewe (* 11. Dezember 1978 in Unna) ist ein deutscher Jurist. Er ist Professor für Wirtschaftsrecht und Direktor des Instituts für angewandtes Wirtschaftsrecht an der HSBA Hamburg School of Business Administration.

## Werdegang
Graewe wuchs in Unna auf und absolvierte das Abitur am Ernst-Barlach-Gymnasium. Anschließend begann er ein Doppelstudium der Rechts- und Politikwissenschaft an der Universität Freiburg, gleichzeitig wurde er im Corps Hasso-Borussia aktiv. Es folgten ein Auslandssemester in Lausanne und der Wechsel an die Universität Frankfurt am Main. In Hessen legte er auch das erste juristische Staatsexamen ab. Anschließend begann Graewe mit dem Rechtsreferendariat in Hamburg, wo er auch sein Politikstudium an der Universität Hamburg mit dem Abschluss als Diplom-Politologe beendete. Während des Referendariats war Graewe u. a. am Landgericht Hamburg, dem Bundesamt für Seeschifffahrt und Hydrographie sowie der Kanzlei Freshfields Bruckhaus Deringer tätig. Weitere Stationen führten ihn zum Bundesverband der Deutschen Industrie nach Washington, D.C. und an die Deutsche Universität für Verwaltungswissenschaften Speyer. Im Jahr 2009 absolvierte er das zweite juristische Staatsexamen in Hamburg. Im gleichen Jahr erfolgte auch die Zulassung als Rechtsanwalt. Anschließend promovierte Graewe über ein Thema aus dem Bereich Corporate Governance bei Barbara Dauner-Lieb an der Universität Köln.

## Berufliche Tätigkeiten
Nach dem Abschluss der juristischen Dissertation arbeitete er mehrere Jahre als Rechtsanwalt bei White & Case, CMS Hasche Sigle und Eversheds Sutherland in Hamburg, London und München. Parallel absolvierte er den Fachanwaltslehrgang im Steuerrecht. Im Jahr 2016 nahm er den Ruf auf eine Professur für Wirtschaftsrecht an der Nordakademie an, wo ihm auch die Leitung des Masterstudiengangs Wirtschaftsrecht (LL.M.) übertragen wurde. Graewe ist darüber hinaus Direktor des Instituts für angewandtes Wirtschaftsrecht, Faculty Member des Institute for Mergers, Acquisitions and Alliances und Senior Visiting Scholar an der University of California, Berkeley. Zudem ist er fachlicher Leiter eines Fachanwaltslehrgangs im Handels- und Gesellschaftsrecht. Er forscht schwerpunktmäßig im Bürgerlichen Recht, Handels- und Gesellschaftsrecht einschl. M&A, im Arbeitsrecht und im Recht der Non-Profit-Organisationen. Graewe ist außerdem verantwortlich für eine der M&A-Forschungsdatenbanken im deutschsprachigen Raum, welche die Nordakademie von der Universität St. Gallen übernommen hat. Im Jahr 2022 wechselte er mit seinem Institut an die HSBA Hamburg School of Business Administration.
Graewe ist Mitglied des Stiftungsrates der Diakonie Alten Eichen, Mitglied des Kuratoriums der Ernst Ludwig Kirchner Gesellschaft. und Vorstand der Nordakademie-Stiftung.
Er moderiert zudem die TV-Sendungen „Norddeutsche Wirtschaftsgespräche“ und „Wissenschaft im Dialog“ auf Hamburg 1.
Das Handelsblatt führt Graewe in ihrem Ranking als besonders empfohlenen Gesellschaftsrechtler. Er ist zudem einer der führenden Legal Influencer in Deutschland.

## Veröffentlichungen (Auswahl)
- Wirtschaftsstrafrecht in der Unternehmenspraxis. Springer Gabler, Wiesbaden 2019, ISBN 978-3-658-24479-8.
- Wirtschaftsrecht – Lehrbuch für Master-Studiengänge. Springer Gabler, 2. Auflage, Wiesbaden 2019, ISBN 978-3-658-23079-1.
- Fälle zum Wirtschaftsprivatrecht. Kohlhammer, 3. Auflage, Wiesbaden 2018, ISBN 978-3-17-032902-7.
- Beratungsverträge mit Aufsichtsräten – Bedenken gegen die extensive Auslegung von § 114 AktG. Volltext in der Zeitschrift für das Juristische Studium: Link.
- Wirtschaftsprivatrecht – Grundlagen des Bürgerlichen Rechts und des Wirtschaftsrechts. Kohlhammer, 3. Auflage, Wiesbaden 2017, ISBN 978-3-17-032145-8.
- Mergers & Acquisitions in Japan und Deutschland – unter besonderer Berücksichtigung feindlicher Übernahmeangebote. Diplomica, Hamburg 2013, ISBN 978-3-8428-5713-1.
- Kunstfreiheit zwischen Anspruch und Wirklichkeit : der politische Umgang mit der „Brücke“ in Deutschland. Dr. Kovač, Hamburg 2012, ISBN 978-3-8300-6196-0.
- Leitung und Kontrolle : der deutsche Corporate-Governance-Kodex und Nonprofit-Organisationen. Dr. Kovač, Hamburg 2011, ISBN 978-3-8300-5945-5.